# Metriaulacus
Metriaulacus is een geslacht van kevers uit de familie  
kniptorren (Elateridae).
Het geslacht is voor het eerst wetenschappelijk beschreven in 1902 door Schwarz.

## Soorten
Het geslacht omvat de volgende soorten:
- Metriaulacus badiipennis (Candèze, 1860)
- Metriaulacus emarginatus Platia & Schimmel, 1995
- Metriaulacus formosanus Miwa, 1927
- Metriaulacus gobius (Candèze, 1860)
- Metriaulacus nigrolaterus Schwarz, 1902
- Metriaulacus opacicollis Platia & Schimmel, 1995
- Metriaulacus pseudoveles Platia & Schimmel, 1995
- Metriaulacus veles (Candèze, 1860)